# كيوي كبير منقط
كيوي كبير منقط أو كيوي هاستي (الاسم العلمي:Apteryx haastii) هو نوع من الطيور يتبع جنس الكيوي من فصيلة الكيوية.
وهو أكبر أنواع الكيوي، ويصل طوله إلى 45 سنتمترا ووزنه إلى 3.3 كيلوغرام (الذكور حوالي 2.4 كيلوغرام)، لون ريشه بني رمادي، وعليه أشرطة أفتح لونا مما حولها. تضع الإناث بيضة واحدة يقوم كلا الوالدين باحتضانها فيما بعد، يقدر عدد أفراد هذا النوع بما يزيد عن 20000 نوع.